# Eva Marie Saint
Eva Marie Saint (Newark, Nueva Jersey, 4 de julio de 1924)es una actriz estadounidense, protagonista de algunos clásicos del cine de Hollywood como On the Waterfront (1954), de Elia Kazan, Intriga internacional (1959), de Alfred Hitchcock, o Éxodo (1960). Es una de las últimas actrices sobrevivientes de la Época de Oro de Hollywood. Fue una de las musas del director Alfred Hitchcock. Actuó junto a casi todos los ídolos de los años 50 y 60, como Paul Newman, Cary Grant, Warren Beatty y Marlon Brando.

## Biografía

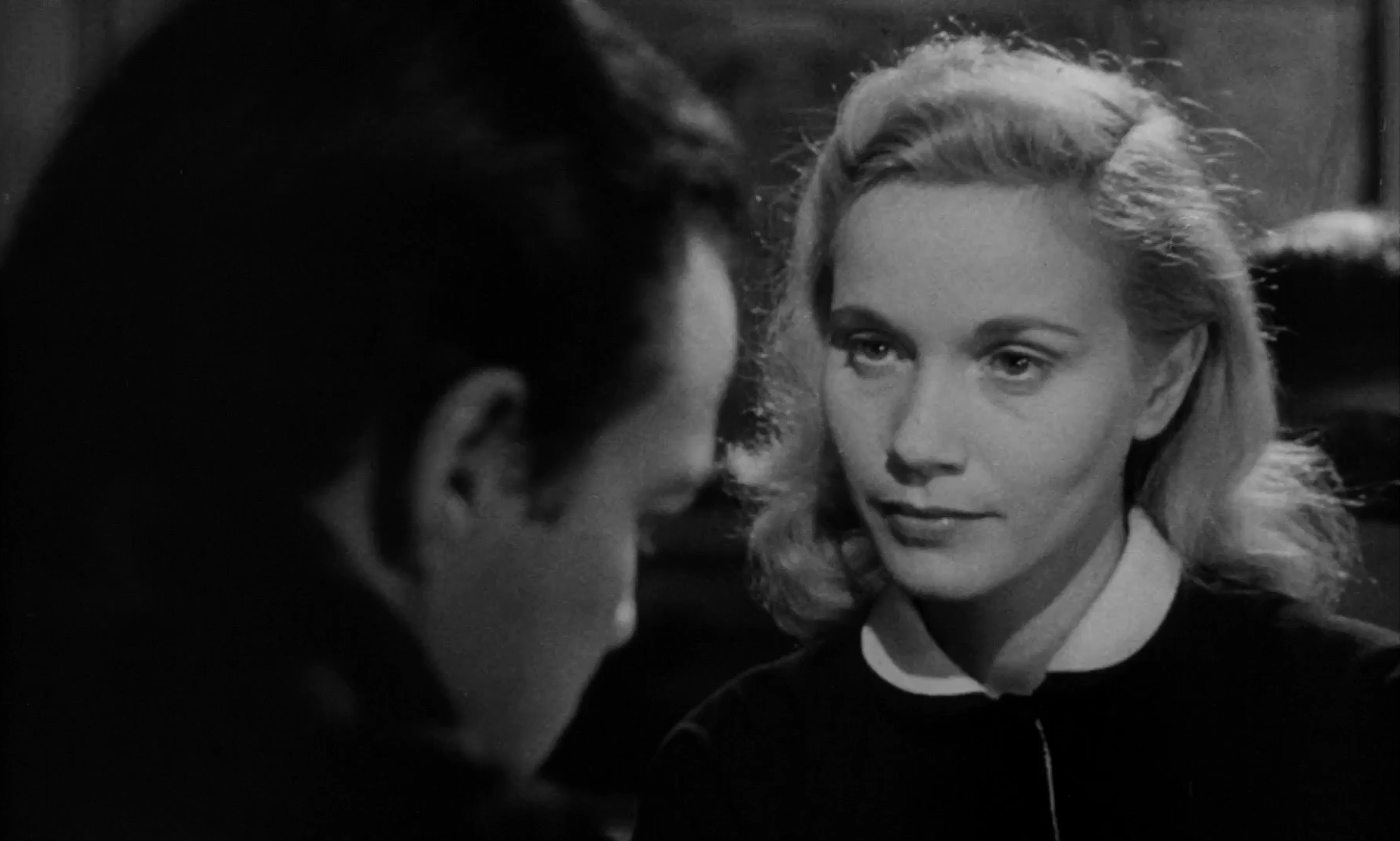
Eva Marie Saint, junto a Marlon Brando, en una escena de On the Waterfront. Por su representación del papel de Edie Doyle obtuvo el Óscar a la mejor actriz de reparto.

Saint nació el 4 de julio de 1924 en Newark, Nueva Jersey, de padres cuáqueros, su madre Eva Marie (de soltera Rice) Saint y su padre John Merle Saint. Estudió en la Bethlehem Central High School de Delmar, Nueva York, cerca de Albany, donde se graduó en 1942.
Saint estudió interpretación en la Universidad de Bowling Green, donde se graduó en 1946. Terminados sus estudios, trabajó durante algún tiempo en radio y televisión, hasta que en 1953 actuó en la obra teatral The Trip to Bountiful, por la que obtuvo el Premio de los Críticos de Teatro.
Un año después, consiguió su primer papel en cine, en la película On the Waterfront con Marlon Brando, por la que obtuvo el Óscar a la mejor actriz de reparto. Durante los años siguientes hizo la mayoría de las películas que la hicieron una actriz muy popular, entre ellas Intriga internacional, con Cary Grant, donde fue protagonista contra todo pronóstico, y Éxodo, junto a Paul Newman. También tuvo un papel protagonista en la película La noche de los gigantes (1969) junto a Gregory Peck.
En la década de 1970, dado que no recibió ofertas interesantes para el cine, Saint se dedicó nuevamente a la televisión, medio en el que actuó en numerosas películas y miniseries. En 1990 ganó un premio Emmy por una miniserie de televisión. También volvió a actuar en el teatro. Aún hoy en día continúa actuando en el cine, aunque de manera más reducida. Su última película fue en 2019.
Saint estuvo casada con Jeffrey Hayden durante 65 años. Hayden fue director y productor de cine, y también escribió para televisión, cine y teatro. Murió de cáncer en diciembre de 2016. Tiene dos hijos y tres nietos. Los hijos se llaman Luarett Hayden y Darell Hayden. También tiene una hermana mayor, llamada Adelaide Louise Saint.

## Filmografía

### Cine
- Winter's Tale (2014)
- Superman Returns (2006)
- Because of Winn-Dixie (2005)
- I Dreamed of Africa (2000)
- Time to Say Goodbye? (1997)

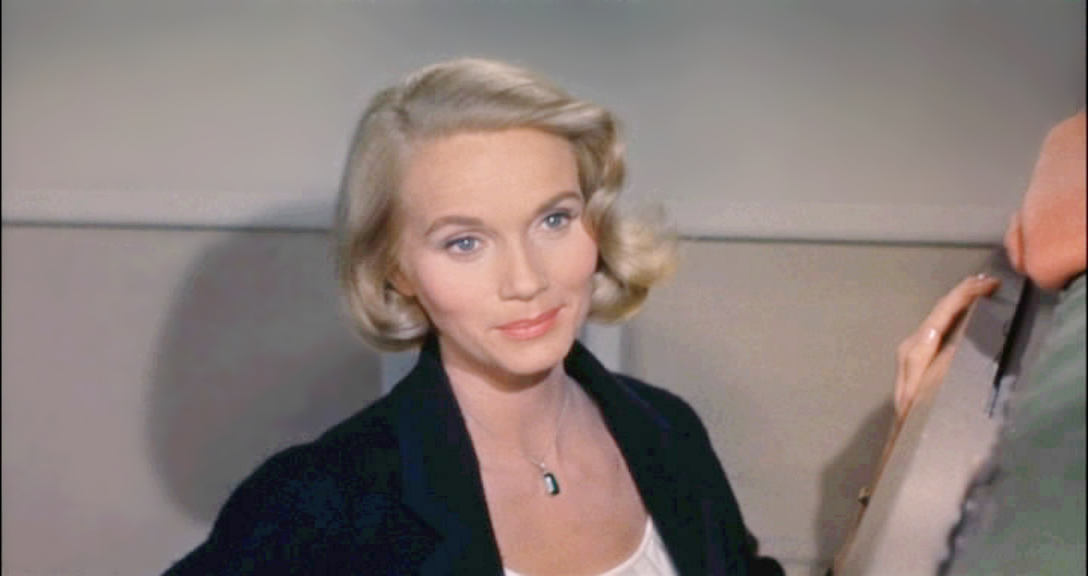
Saint en North by Northwest

- El beso de un asesino (Kiss of a Killer) (1993)
- Nada en común (Nothing in Common) (1986)
- Los últimos días de Patton (The Last Days of Patton) (1986)
- Buscando amor (Loving) (1970)
- La noche de los gigantes (The Stalking Moon) (1969)
- Grand Prix (1966)
- ¡Qué vienen los rusos! (The Russians Are Coming, the Russians Are Coming) (1966)
- The Sandpiper (1965)
- Treinta y seis horas (36 Hours) (1964)
- Su propio infierno (All Fall Down) (1962)
- Éxodo (Exodus) (1960)
- Intriga internacional (North by Northwest) (1959)
- El árbol de la vida (Raintree County) (1956)
- La ley del silencio (On the Waterfront) (1954)

### Películas de televisión
- Open House (2003)
- Alma de Navidad (Papa's Angels) (2000)
- Titanic (1996)
- Kiss of a Killer (1993)
- People Like Us (1990)
- Breaking Home Ties (1987)
- The Last Days of Patton (1986)
- A través de la oscuridad (1984)
- La quinta víctima (1983)
- The Curse of King Tut's Tomb (1980)
- When Hell Was in Session (1979)
- Carol for Another Christmas (1964)

### Series de televisión
- Luz de luna (1986-1988)

## Premios y distinciones
Recibió nominaciones a los Globos de Oro y a los premios BAFTA por A Hatful of Rain y ganó un premio Primetime Emmy por la miniserie de televisión People Like Us. Su carrera cinematográfica incluye papeles en Raintree County, The Russians Are Coming, Grand Prix, Nothing in Common, Because of Winn-Dixie, Superman Returns y Winter's Tale.
Obtuvo el premio BGSU Distinguished Alumna Award en 1980, un doctorado honorario en artes escénicas en 1982 y es la homónima del Teatro Eva Marie Saint de la Universidad en The Wolfe Center for the Arts. Recibió el Premio a la Trayectoria de su alma mater Bowling Green State University en 2018.
Premios Óscar
| Año  | Categoría               | Película            | Resultado |
| ---- | ----------------------- | ------------------- | --------- |
| 1955 | Mejor Actriz de Reparto | La ley del silencio | Ganadora  |

Premios Primetime Emmy
| Año  | Categoría                                       | Serie                           | Resultado |
| ---- | ----------------------------------------------- | ------------------------------- | --------- |
| 1955 | Mejor actriz - Miniserie o telefilme            | The Philco television playhouse | Nominada  |
| 1956 | Mejor actriz - Miniserie o telefilme            | Producers' showcase             | Nominada  |
| 1977 | Mejor actriz - Miniserie o telefilme            | How the West Was Won            | Nominada  |
| 1978 | Mejor actriz - Miniserie o telefilme            | Taxi!!!                         | Nominada  |
| 1990 | Mejor actriz de reparto - Miniserie o telefilme | People like us                  | Ganadora  |

Premios Globo de Oro
| Año  | Categoría            | Película         | Resultado |
| ---- | -------------------- | ---------------- | --------- |
| 1957 | Mejor actriz - Drama | A Hatful of Rain | Nominada  |

Festival Internacional de Cine de Venecia
| Año  | Categoría                        | Película                    | Resultado |
| ---- | -------------------------------- | --------------------------- | --------- |
| 1957 | Premio New Cinema - Mejor actriz | Un sombrero lleno de lluvia | Ganadora  |